# Hörna

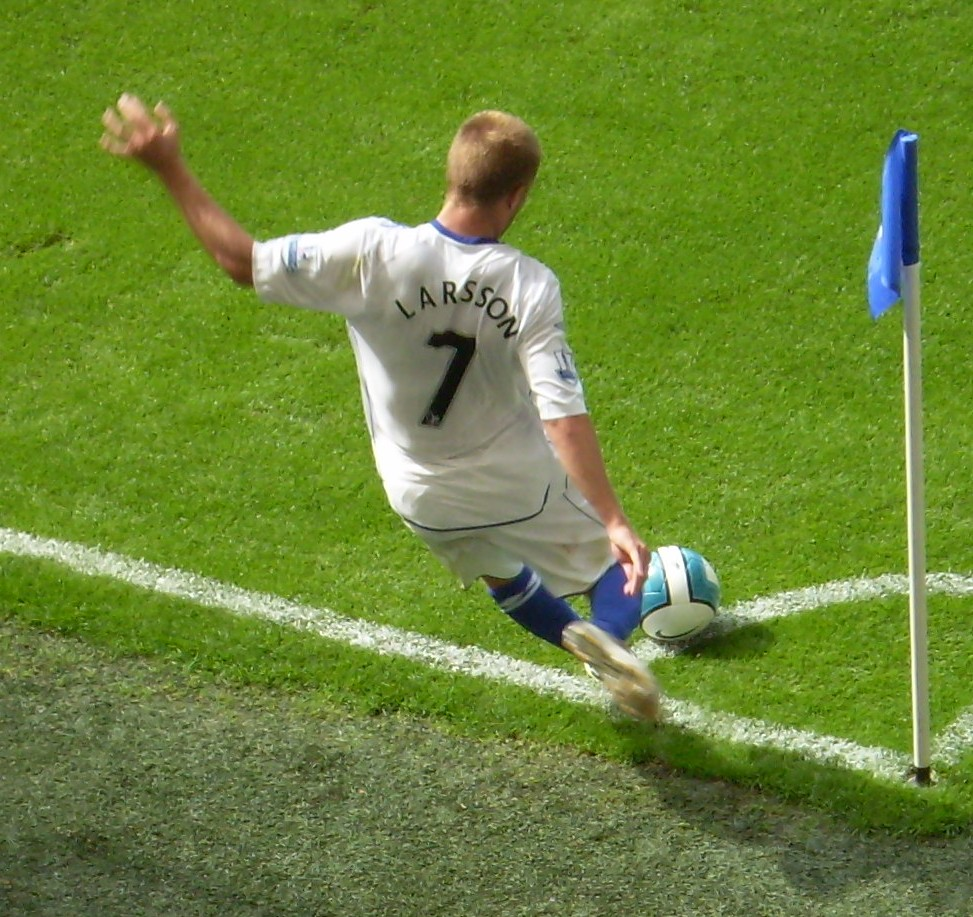
En hörnspark i fotboll

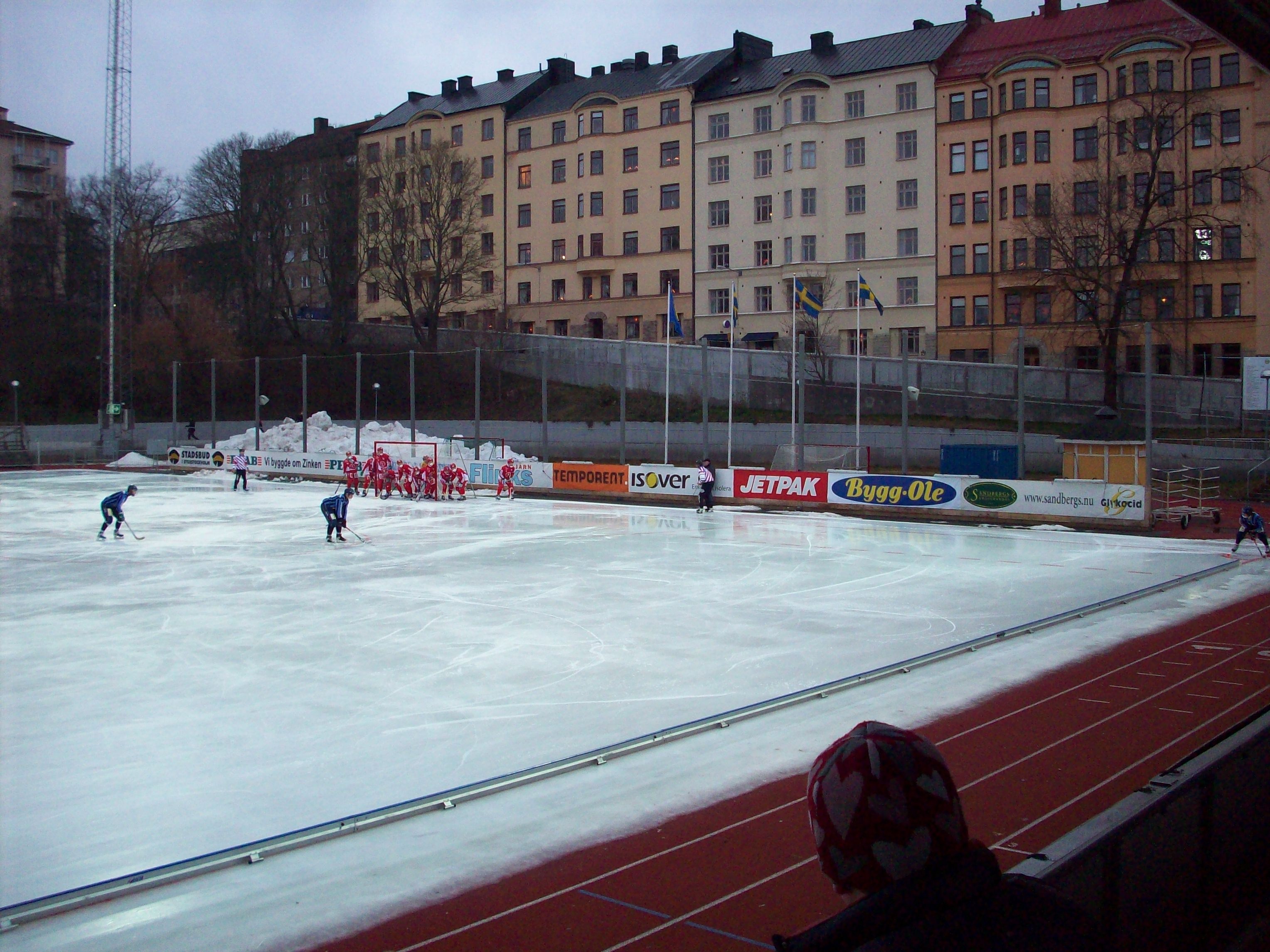
Hörna för Djurgårdens IF i bandy mot Gustavsbergs IF i Allsvenskan 2007/2008.

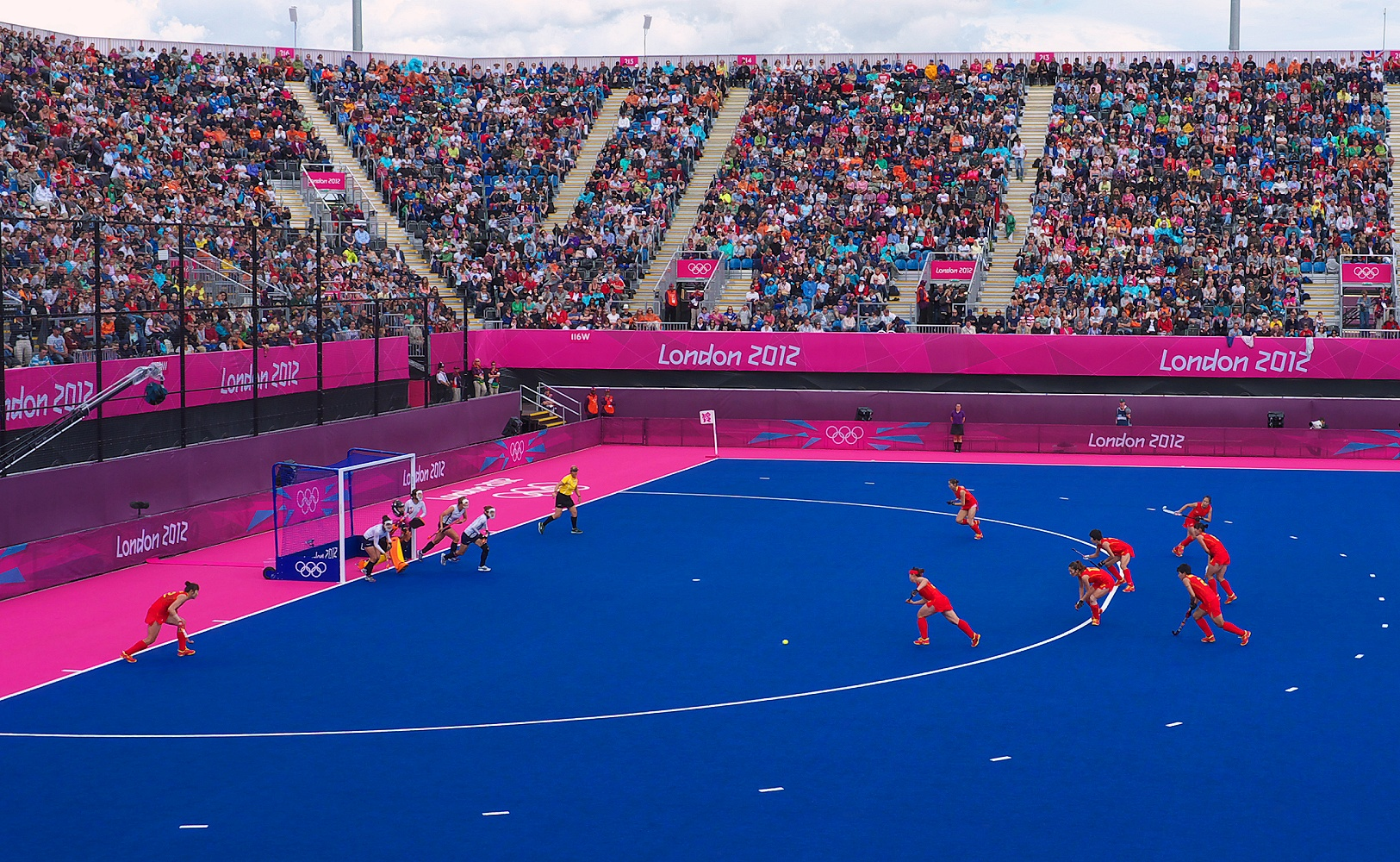
Hörna i landhockey

En hörna är en fast situation i fotboll (där även kallad hörnspark), bandy och handboll som tilldöms det anfallande laget och används för att återuppta spelet från en fast punkt vid spelplanens hörn efter att det försvarande laget förpassat bollen utanför planens förlängda mållinje (kortlinje). I landhockey tilldöms hörna som straff för en förseelse av försvarande lag.

## Fotboll
Hörnspark är en regel inom fotboll som beskriver hur spelet återupptas då spelet stoppats på grund av att bollen kommit utanför planen. Domaren dömer hörna till det anfallande laget då det försvarande laget förpassat bollen förbi den egna förlängda mållinje (undantaget då mål görs). Hörnsparken görs genom att placera bollen på marken inom hörncirkeln och sparka den in på planen. I de befintliga 17 fotbollsreglerna har regeln för hörnspark ordningstalet sjutton (17).

### Historik
De fotbollsregler som gäller idag härstammar från den första uppsättningen med 14 regler som det engelska fotbollsförbundet, Football Association, gav ut den 8 december 1863. Förbundet bestod av 13 Londonklubbar som ville skapa enhetliga regler för fotboll som spelades i många lokala varianter över hela landet.

### Nuvarande regel
Den nuvarande regeln för hörnspark lyder i sammanfattning
Hörnspark

En hörnspark är ett sätt att återuppta spelet.

- Hörnspark döms när hela bollen passerar över mållinjen på marken eller i luften, efter att sist ha vidrört en spelare i det försvarande laget, och mål inte gjorts enligt Regel 10 - Hur mål görs.
- Mål kan göras direkt från hörnspark.

Tillvägagångssätt
- Bollen ska placeras innanför hörncirkeln närmast den punkt där bollen passerade mållinjen
- Motspelarna måste uppehålla sig minst 9,15 meter från hörncirkeln tills bollen är i spel
- Bollen är i spel när den blivit sparkad av en spelare från det anfallande laget och rör sig
- Den som lägger hörnsparken får inte spela bollen igen förrän den har vidrört en annan spelare

Regelbrott/bestraffningar

Hörnspark utförd av annan spelare än målvakten

Om den som lägger hörnsparken, efter att bollen är i spel, vidrör bollen igen innan den vidrört en annan spelare:
- ska en indirekt frispark tilldömas motståndarlaget på den plats där förseelsen begicks.

## Handboll
I handboll beskriver Regel 11 när hörna skall utdömas och samt förfarandet runt detta.
Regeln i sammanfattning:
- Hörna i form av ett inkast döms för anfallarna om en utespelare från det försvarande laget sist berört bollen och denna sedan överskrider yttre mållinjen (kortlinjen).
- Detta gäller dock inte om det försvarande lagets målvakt varit den som sist nuddat bollen.
- Hörnan ska tas i det hörn som är närmast där bollen passerade yttre mållinjen.
- Motståndarna får inte befinna sig närmare än 3 meter, de får dock stå vid sin egen målgårdslinje även om detta gör att de är närmare än 3 meter.

## Bandy
I bandy beskriver Regel 9 när hörnslag skall utdömas och samt förfarandet runt detta. 
Regeln i sammanfattning:

Hörnslag
- Spelar det försvarande laget bollen över egen förlängd mållinje, ska hörnslag utföras från närmaste hörnvinkel.
- Vid hörna kan ej ny hörna dömas om inte nytt spelmoment utanför straffområdet föregåtts samt att försvarande lag vidrört bollen.
- Vid skott på hörna som tar på försvarande lags spelare inkl. målvakt och går över förlängd mållinje utanför målet döms målkast.
- Hörnläggaren skall sätta bollen i spel inom 5 sekunder efter signal.
- Vid hörnslag ska samtliga spelberättigade spelare från det försvarande laget befinna sig på eller bakom mållinjerna inom det egna straffområdet.
- Försvarsspelarna får inte överskrida mållinjen innan bollen är spelad.